# Pad (weg)

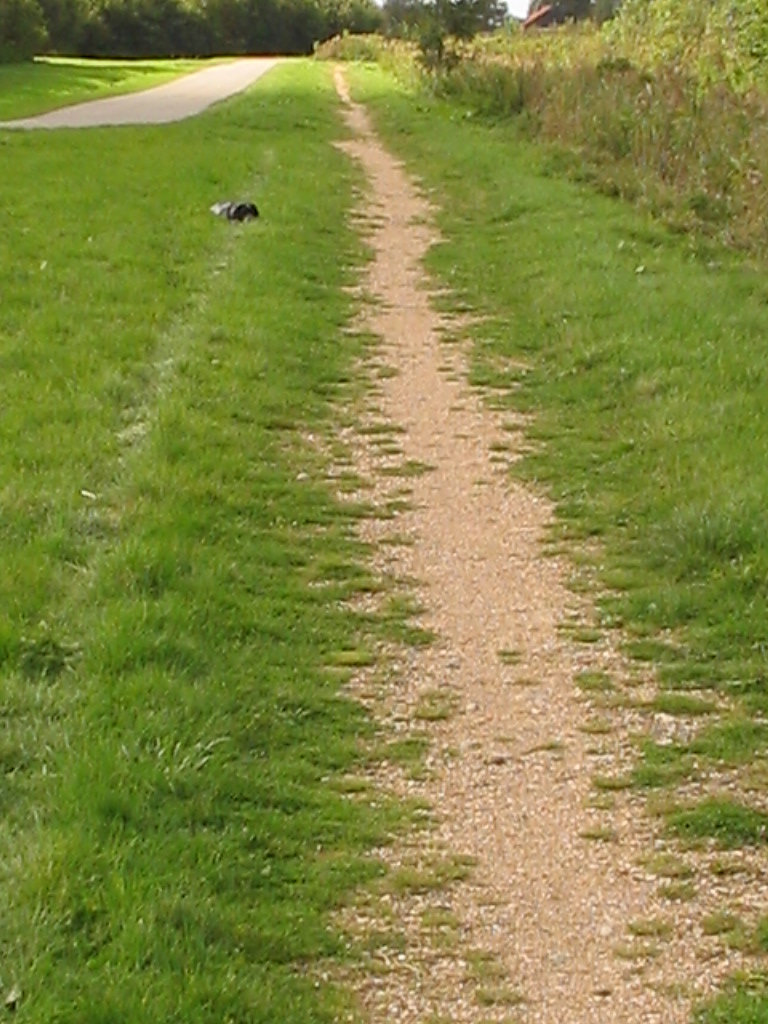
Een wandelpad

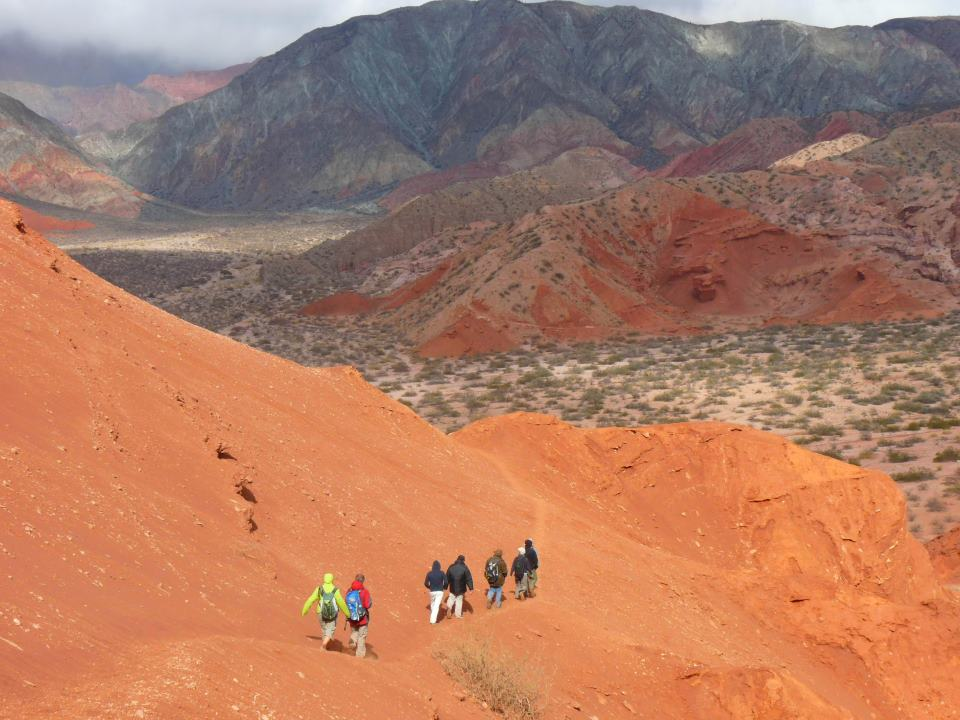
Bergpad in Argentinië

Een pad is een smalle weg, vaak onverhard -omdat het is ontstaan door voetstappen van mens of dier- of semiverhard, of een route. De naamgeving van paden is afhankelijk van functie, plaats, type gebruiker en ontstaanswijze. Zo kan een pad uitgroeien tot een straat of weg, zoals het Zandpad bij Breukelen. In Nederland zijn er officieel de volgende soorten pad: voetpad, fietspad, fiets/bromfietspad en ruiterpad. 
Juridisch is het van belang een onderscheid te maken tussen een pad dat een aparte weg vormt en een pad dat samen met een rijbaan ernaast één weg vormt. Staat bij een pad het bord "Verplicht fietspad", dan is het verboden op de rijbaan te fietsen, maar alleen als de rijbaan en het fietspad tot dezelfde weg behoren. Het onderscheid is niet altijd duidelijk. 
Daarnaast onderscheidt men onder meer jaagpad (langs trekvaarten), wandelpad, bergpad, bospad, tuinpad, kruispad en gangpad (bijvoorbeeld in een kerk of in een trein).
Een door afsnijding ontstaan paadje noemt men wel olifantenpad, hazenpad of wild pad. Door dieren gemaakte paden heten wildpad of wissel.
Doorgaande wandelroutes, in Europa beter bekend als GR-paden, worden vaak wandelpad genoemd, zoals het in Nederland bekende Pieterpad.
Het woord pad wordt overdrachtelijk gebruikt in onder meer oorlogspad, krijgspad, tijdpad en levenspad.